# Teorema de Kutta-Jukowski
El teorema de Kutta-Joukowski és un teorema fonamental de l'aerodinàmica. Porta el nom de l'alemany Martin Wilhelm Kutta i el rus Nikolai Jukovski que van començar a desenvolupar les seves idees clau a principis del segle XX. El teorema relaciona la força de sustentació generada per un cilindre recte amb la velocitat del fluid al voltant del cilindre, la densitat del fluid, i la circulació. La circulació és la integral de línia de la velocitat del fluid, en una corba tancada que conté al cilindre. En les descripcions del teorema Kutta-Joukowski el cilindre recte en general es limita a un cilindre circular o un perfil alar.
El teorema es refereix al flux bidimensional al voltant d'un cilindre (o un cilindre d'envergadura infinita) i determina la sustentació generada per unitat d'envergadura. Quan es coneix la circulació {\displaystyle \Gamma }, la sustentació {\displaystyle l} per unitat d'envergadura del cilindre pot ser calculada en primera aproximació usant l'equació següent:
{\displaystyle l=\rho \cdot V\cdot \Gamma \,}
on {\displaystyle \rho } és la densitat del fluid, {\displaystyle V} és la velocitat del fluid a través del cilindre, i {\displaystyle \Gamma } és la circulació.
Kuethe i Schetzer declaren el teorema Kutta-Joukowski així:
La força per unitat de longitud que actua sobre un cilindre recte de qualsevol secció transversal té mòdul {\displaystyle \rho \,V\,\Gamma } i direcció ortogonal a V.
Es poden trobar proves formals del teorema en textos estàndard. Tot i això, com a argument de plausibilitat, consideri's una superfície sustentadora fina de corda {\displaystyle c} i envergadura infinita, movent-se a través de l'aire de densitat {\displaystyle \rho }. Deixi's el perfil alar inclinat al flux, tenint una velocitat {\displaystyle V} l'aire sobre el costat superior del perfil alar i una velocitat {\displaystyle V+\Delta V} l'aire sota el perfil. La circulació, és, doncs:
{\displaystyle \Gamma =(V+\Delta V)\,c-V\,c=\Delta V\,c\,}
La diferència de pressió {\displaystyle \Delta P} entre els dos costats del perfil alar es pot trobar mitjançant l'aplicació del principi de Bernoulli:
{\displaystyle {\frac {\rho }{2}}\,V^{2}+(P+\Delta P)={\frac {\rho }{2}}(V+\Delta V)^{2}+P\,}

{\displaystyle {\frac {\rho }{2}}\,V^{2}+\Delta P={\frac {\rho }{2}}(V^{2}+2\cdot V\cdot \Delta V+\Delta V^{2})\,}

{\displaystyle \Delta P=\rho \cdot V\cdot \Delta V\quad } (negligint {\displaystyle {\frac {\rho }{2}}\Delta V^{2}\,})
llavors, la força de sustentació per unitat d'envergadura és:
{\displaystyle l=\Delta P*c=\rho \cdot V\cdot \Delta V*c=\rho \,V\,\Gamma \,}
Una versió diferencial d'aquest teorema s'aplica sobre cada element de la placa i és la base de la teoria del perfil alar prim.